# Пряме (Курманський район)
Пряме́ (до 1945 року — Болатчи́; крим. Bolatçı) — село Курманського району Автономної Республіки Крим.
Відстань від райцентру до населеного пункта становить 29 кілометрів по прямій.